# Margarete Knüppelholz-Roeser
Margarete Knüppelholz-Roeser, née le 7 novembre 1886 à Magdebourg et morte le 28 février 1949 à Dießen am Ammersee, est une architecte allemande. Elle conçoit notamment l'architecture du pavillon d'exposition Haus der Frau à l'exposition du Werkbund à Cologne en 1914. Cette réalisation soulève une polémique sur le rôle des femmes dans l'art et sur le genre dans l'architecture.

## Biographie
Margarete Roeser est née à Magdebourg le 7 novembre 1886. Elle est la fille de Fanny Marie Emma Antonie Sonntaget de Friedrich Carl Roeser, professeur dans l'enseignement secondaire. Elle fréquente successivement l'École des arts et métiers de Magdebourg (de), les Ateliers de formation et d'expérimentation d'art et d'artisanat de Stuttgart (de) et l'École des beaux-arts de Breslau,. Elle travaille ensuite comme architecte et artiste. 
Le 14 mars 1913, elle épouse son ancien camarade d'études, l'architecte Erich Lebrecht Knüppelholz (1886–1959), à Magdebourg. Le couple vit ensuite à Berlin-Friedenau où un cabinet d'architecture est enregistré à son nom. Erich Knüppelholz, dont on ne connaît aucune œuvre, enseigne à l'école Reimann. Ils ont un fils en 1918 et une fille dans les années 1920. Le couple divorce en 1927 et Margarete Knüppelholz reprend son nom de jeune fille, Roeser. En 1928, elle est encore répertoriée comme architecte dans les listes de membres et les publications du Deutscher Werkbund (DWB). Parallèlement, elle est inscrite dans l'annuaire téléphonique de Berlin comme physiothérapeute. En novembre 1931, elle épouse l'artiste Wilhelm Repsold (de), avec qui elle s'installe au bord du lac Ammersee dans les années 1930. Margarete Repsold ne semble pas y avoir exercé d'autre activité d'architecte. 
Margarete Repsold meurt à 62 ans , le 28 février 1949 à Dießen am Ammersee.

## Haus der Frau

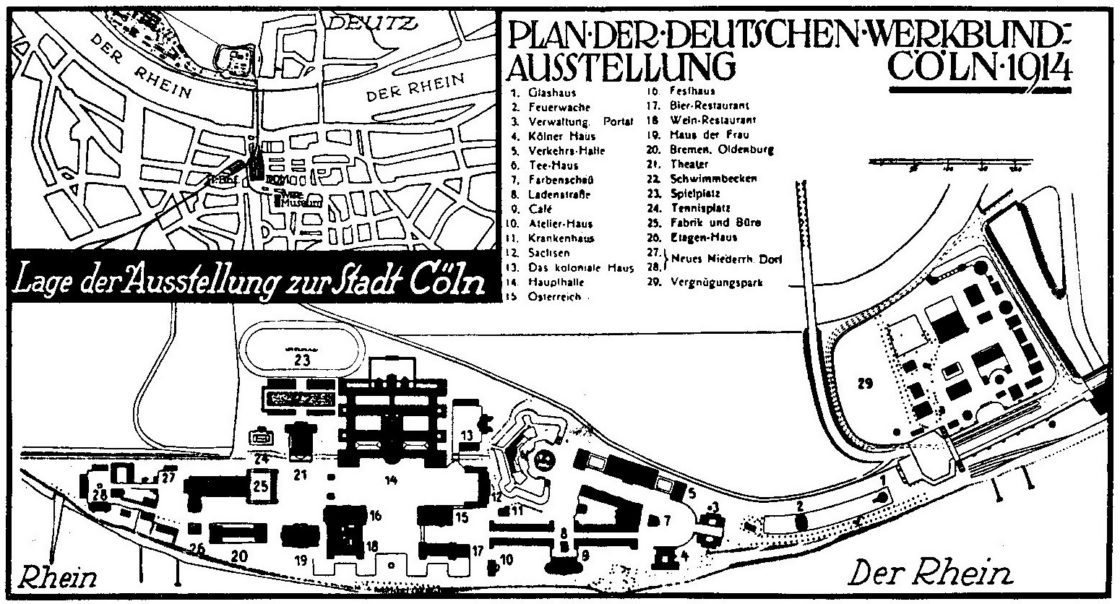
Plan du site avec la Haus der Frau (n° 19)

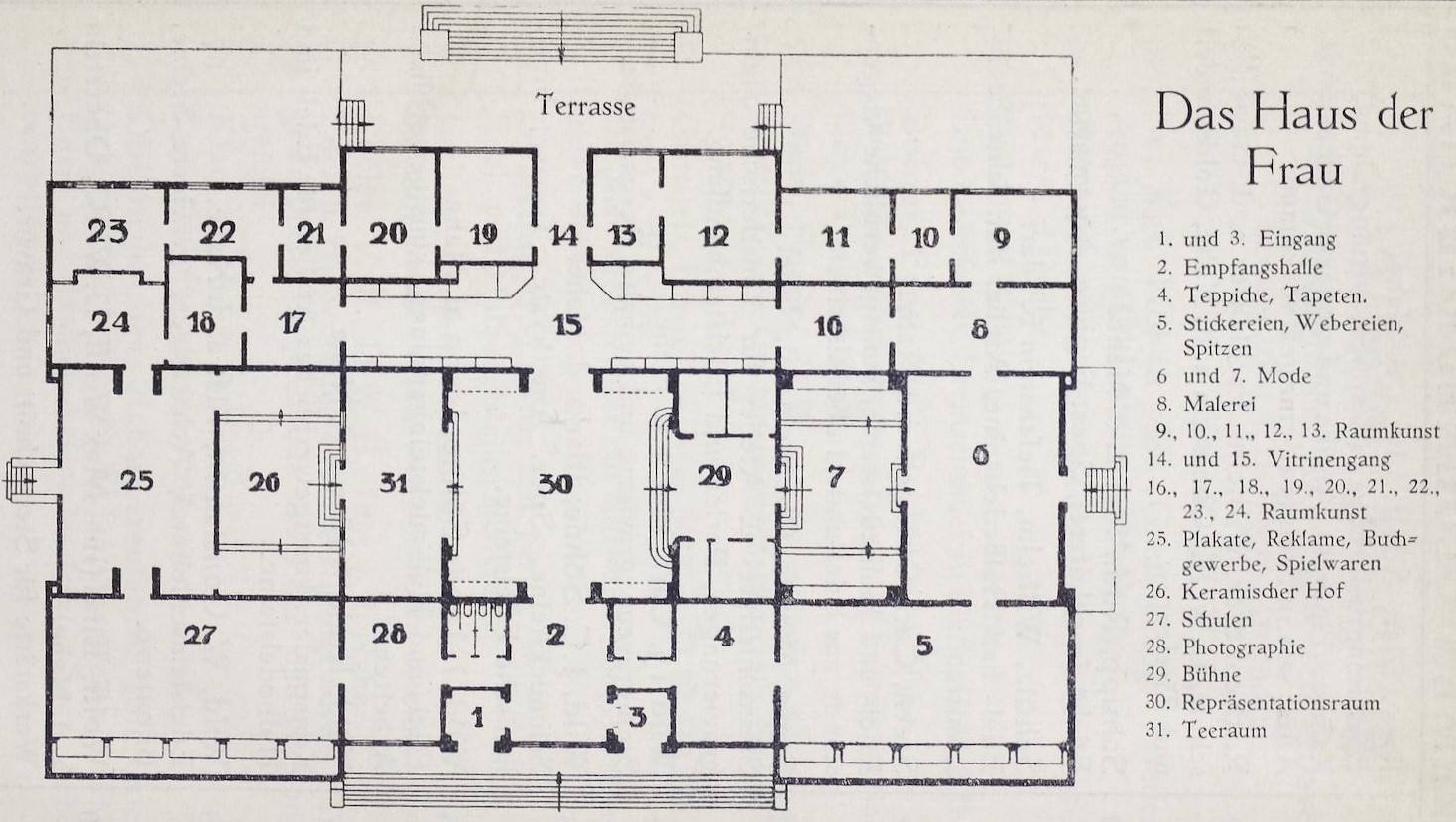
Haus der Frau, plan d'étage

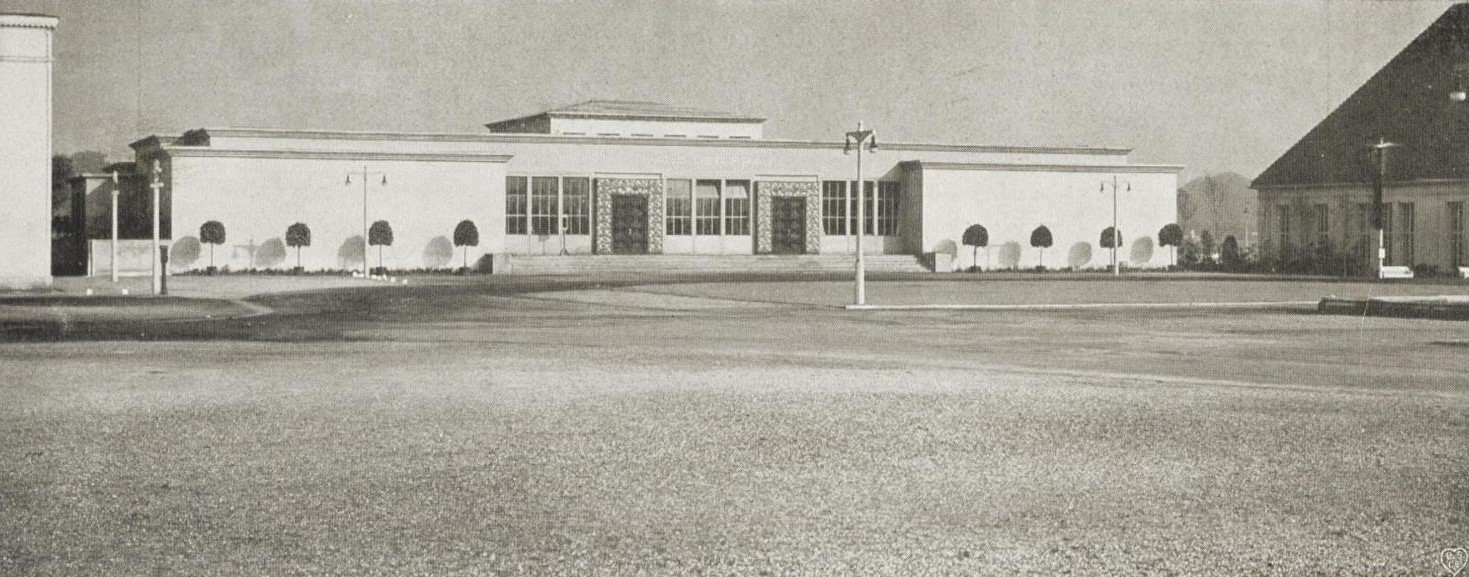
Haus der Frau, façade

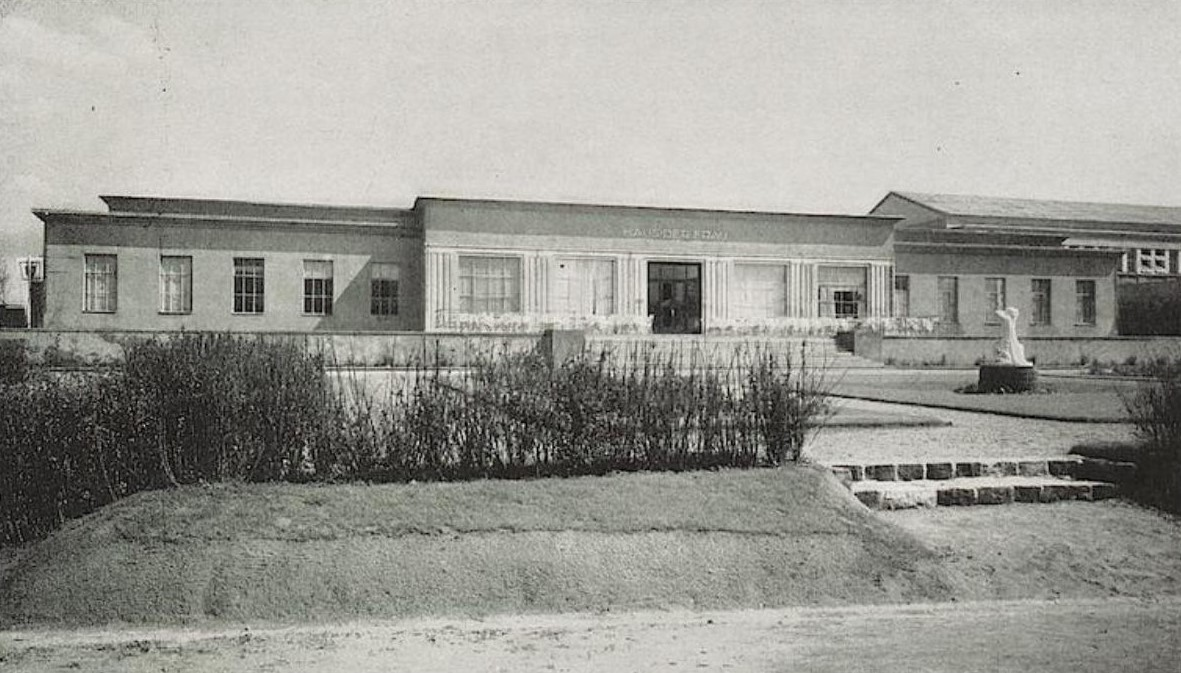
Haus der Frau, côté Rhin

### Le concours
Margarete Knüppelholz est membre du Deutscher Werkbund, une association visant à promouvoir l'innovation dans les arts appliqués et l'architecture.
C'est dans ce cadre, qu'elle soumet un projet pour le concours « Haus der Frau » (maison de la femme) organisé en préparation de l'exposition du Werkbund de 1914 de Cologne. Le concours est ouvert aux femmes architectes d'Autriche et d'Allemagne et douze projets sont soumis. Margarete Knüppelholz propose de créer un bâtiment d'exposition temporaire pour la présentation des beaux-arts et des arts appliqués féminins. Son projet remporte le premier prix, devant ceux de l'architecte autrichienne Frieda Lagus qui obtient  le deuxième prix et de l'architecte berlinoise Emilie Winkelmann qui obtient le troisième prix,.

### L'architecture
Le site de la Haus der Frau se situe entre les rives du Rhin et la place centrale de l'exposition, en face du théâtre d'Henry van de Velde et à côté du bâtiment de bureaux et d'usine conçu par Walter Gropius. La salle des fêtes de Peter Behrens se trouve juste à côté. Sa structure, de style Sécession, est moderne, à la fois austère et claire, dans l'esprit du Werkbund. Le bâtiment symétrique en trois parties souligne l'horizontalité. Les toits sont discrets, avec des corniches profilées. Une des façades longitudinales est dotée de fenêtres donnant sur les rives du Rhin. Des terrasses-jardins y sont aménagées. La façade donnant sur la place est divisée en trois parties. Les deux parties extérieures sont aveugles et non articulées. On accède au pavillon par la façade centrale, par deux portails ornés de céramiques sculpturales. Margarete Knüppelholz-Roeser ne considère pas son bâtiment comme une « maison » comme les autres bâtiments d'exposition de Cologne. Elle le voit plutôt comme un musée avec un plan cruciforme de style Durand et une allée circulaire. Au centre du bâtiment, une salle carrée, éclairée par le haut, est destinée aux événements artistiques et politiques et s'ouvre de chaque côté sur des espaces scéniques, avec un espace de rafraîchissement d'un côté et un espace événementiel protégé par des rideaux de l'autre. Le noyau central est entouré de galeries et d'espaces d'exposition,,. 
Le rejet de l'ornementation avait été théorisé à l'époque dans la rhétorique éthique du Werkbund sur la correction formelle, mettant l'accent sur la valeur de l'objectivité (Sachlichkeit) et de la qualité, entendue comme austérité matérielle. Mais dans le Pavillon des Femmes, ce caractère a atteint une signification inédite. La sobriété du bâtiment, qui a surpris de nombreux visiteurs, suggère que les organisateurs étaient déterminés à éluder toute critique d'une décoration excessive, une critique trop superficielle adressée aux créatrices.
La rigueur formelle du bâtiment et la minimisation des éléments superflus sont délibérées. Le rejet de l'ornementation, l'accent sur la valeur de l' objectivité (Sachlichkeit) et de la qualité correspondent à la rhétorique éthique du Werkbund. Dans le Pavillon des Femmes, ce caractère atteint une signification inédite. L'historienne de l'architecture Despina Stratigakos (de) établit aussi des comparaisons avec la mode réformatrice.

### Accueil et polémique
L'architecte Else Oppler-Legband estime que le projet de Margarete Knüppelholz-Roeser : « correspond parfaitement aux principes qui ont guidé l'ensemble du projet : simplicité, sobriété et clarté dans chaque élément. Surtout, il refuse (et c'est précisément ce qui rend la Maison de la Femme si attrayante) de dissimuler l'authenticité et le bon goût sous le faste et l'ostentation vide [...]. Les céramiques colorées des portails principaux, œuvres des sculpteurs Goossens et Biehler, ont été choisies comme seul ornement, soulignant simplement les principaux éléments architecturaux, de sorte que le bâtiment, par sa clarté formelle, sa rigueur objective et sa solidité matérielle, puisse être considéré comme pleinement conforme aux objectifs du programme pour l'ensemble de l'initiative. ... ».

#### Une lecture genrée de l'architecture
Dépouillé de presque tout ornement et de toute couleur, l'absence apparente de « touches » féminines, telles que des fioritures décoratives et des espaces chaleureux, conduit le public et les critiques à considérer le pavillon comme clairement  "masculin". L'association entre féminité et décoration est si profondément ancrée dans la pensée architecturale que plusieurs critiques émettent des doutes sur le fait que la Haus der Frau ait vraiment été conçue par une femme. Despina Stratigakos rapporte les critiques sévères adressés suite à cette lecture genrée de l'architecture du bâtiment. Ainsi, Joseph Löttgen regrette de ne pas déceler la moindre trace de « grâce féminine » dans un pavillon aussi résolument viril. Un autre critique accuse le pavillon d'être excessivement maniériste et ostentatoire de machisme. L'énergie et la puissance qui semblent régner dans la maison de la femme ne sont que le reflet des pavillons environnants. Le bâtiment lui-même n'apporte aucune contribution, car il n'a aucun caractère ni ne prétend en avoir. Cette objectivité, cette austérité à elle seule, contredit l'esprit féminin. un autre accuse la maison de la femme de se « comporter comme une sorte de travesti architectural, d’endosser une fausse identité et de “jouer au musclé” »,,. .
Wilhelm Schäfer, représentant de l'Association des amateurs d'art des pays rhénans, est convaincu que le thème d'une exposition féminine dans une maison conçue par une femme est stimulant et que le public serait curieux et moqueur. Il déclare : « … il n'y a rien dans et autour de la maison qu'un homme n'aurait pu réaliser aussi bien. » L'intervention des femmes n'est pas nécessaire, car les tâches sont déjà effectuées par des hommes. Il loue cependant le projet de Maragrete Knüppelholz-Roeser pour sa simplicité et sa belle symétrie, qui le rendent facile à parcourir, bien qu'il soit dépourvu de contenu.  Peter Jessen (de), directeur influent de la bibliothèque du Kunstgewerbemuseum de Berlin et membre fondateur du Werkbund, défend un point de vue similaire, estimant que la  la femme devrait chercher à réaliser ses ambitions dans les domaines où elle est naturellement supérieure aux hommes et peut donc s'exprimer au plus haut niveau, soit les activités domestiques comme l'artisanat, la couture et les travaux d'aiguille.  
L'affirmation d'Else Oppler-Legband, qui estime que la Haus der Frau est le complément naturel de la sphère masculine du design, ne contribue pas à dissiper les accusations de compétition. L'ambition professionnelle des femmes est considérée comme l'un des effets inquiétants de la modernité et de sa déstabilisation des normes sociales.

### Redécouverte
En raison du déclenchement de la Première Guerre mondiale, l'exposition du Werkbund est interrompue prématurément. Le pavillon est détruit  et n'a plus été mentionné dans la littérature historique avant la fin des années 1980.
Pour commémorer l'exposition du Werkbund de Cologne de 1914, le Goethe-Institut de Rome organise un atelier et une exposition en septembre 2014, à la galerie Embrice de Rome. À cette occasion, la Haus der Frau fait l'objet d'une étude et d'une reconstitution numérique. 
Ola Vasiljeva présente l'exposition “Haus Der F.” au Kaiser Wilhelm Museum en 2019. S'inspirant du pavillon de 1914, son installation vise à annuler les frontières des rôles de genre et de la paternité,. 